# 高村佳偉人
高村 佳偉人（たかむら かいと、2007年10月15日 - ）は、日本の子役。東京都出身。ヒラタオフィス所属。

## 出演

### 映画
- PLAN B SABON GIFT SHORT FILM PROJECT特別製作作品 (2016年)
- VIPO作品 エンドローラーズ (2016年) - 布施ワタル 役
- ストレイヤーズ・クロニクル (2015年、ワーナー・ブラザース映画) - 良介(幼少) 役
- ラストコップ THE MOVIE（2016年5月3日公開、松竹） - 宗助 役
- 金メダル男（2016年10月22日公開、ショウゲート） - 秋田究一 役
- ユリゴコロ（2017年9月23日公開、東映 / 日活）- 亮介（幼少期）役
- 空飛ぶタイヤ（2018年6月15日公開、松竹） - 赤松拓郎 役
- BLEACH 死神代行篇（2018年7月20日公開、ワーナー・ブラザース映画） - 幼少期の一護 役
- 春待つ僕ら（2018年12月14日公開、ワーナー・ブラザース映画）-浅倉永久（幼少期）役
- 水上のフライト（2020年11月13日公開、KADOKAWA） - 佐藤達也 役

### テレビドラマ
- 王様の家（2011年1月、BS朝日） - 平井準（幼少期）役
- アカン警察（2012年6月、フジテレビ）
- チームバチスタ4 螺鈿迷宮 第3話（2014年1月21日、関西テレビ・フジテレビ）
- 水球ヤンキース（2014年7月12日 - 9月20日、フジテレビ） - 稲葉尚弥（幼少期）役
- 残念な夫。（2015年1月14日 - 3月25日、フジテレビ） - 須藤優斗 役
- TBS60周年特別企画「レッドクロス〜女たちの赤紙〜」（2015年8月1日・8月2日、TBS） - 中川博人 役
- ナポレオンの村 第5話（2015年9月6日、 TBS） - 岩田啓太 役
- コウノドリ（2015年10月16日 - 12月18日、TBS） - 鴻鳥サクラ（幼少期）役
- ドラマ10 デザイナーベイビー 第5話（2015年10月20日、NHK総合） - 良太 役
- 劇場霊からの挑戦状 第10話（2015年12月4日、TBS） - 朝倉翔太 役
- ノージーのひらめき工房 第58話（2016年1月、NHK - Eテレ）
- 大河ドラマ 真田丸 第13話（2016年4月3日、NHK）
- 世界一難しい恋 第2話（2016年4月20日、日本テレビ）
- HiGH&LOW season2 第6話（2016年5月22日、日本テレビ） - ロッキー（幼少期）役
- 月曜名作劇場 湯けむりバスツアー 桜庭さやかの事件簿7（2016年5月23日、TBS） - 高根沢翔太 役
- トットてれび 第2話（2016年5月27日、NHK） - 泰明ちゃん 役
- 痛快TVスカッとジャパン「スカッとおばあちゃん編」（2016年6月、フジテレビ）
- ドクターX〜外科医・大門未知子〜 SP（2016年7月3日、テレビ朝日） - 赤木草太 役
- 死幣 -DEATH CASH- 第3話（2016年7月28日、TBS）- 萩森浩太 役
- ウルトラマンオーブ 第6話（2016年8月13日、テレビ東京） - ケンジ 役
- デスノート Light up the NEW world 紫苑篇・狂言（2016年9月、Hulu） - 紫苑優輝（幼少期）役
- ママゴト（2016年8月30日 - 10月18日、NHK BSプレミアム） - 舞善光 役
- 月曜名作劇場 温泉殺人事件シリーズ2「伊豆天城温泉殺人事件」（2016年10月24日、TBS） - 俊平（幼少期）役
- THE LAST COP/ラストコップ 第10話（2016年12月10日、日本テレビ） - 宗助 役
- 銭形警部 最終話（2017年3月12日、WOWOW） - 川田智樹 役
- バウンサー 第1話（2017年4月14日、BSスカパー!）
- 母になる 第2話・第4話（2017年4月19日・5月3日、日本テレビ）
- ブランケット・キャッツ 第2話（2017年6月30日、NHK総合） - 樋口陽太 役
- Love or Not（dTV／フジテレビ） - 森（但馬）晋太郎 役
  - 第5話（2017年3月20日）
  - （2018年10月5日 - 11月9日）
- 荒神（2018年2月17日、NHK BSプレミアム）
- 連続テレビ小説 半分、青い。（2018年4月2日 - 9月28日、NHK総合） - 萩尾律（幼少期）役
- 世にも奇妙な物語 2018春の特別編（2018年5月12日、フジテレビ）「少年」- 上杉亮太／少年 役
- チア☆ダン（2018年7月13日 - 9月14日、TBS） - 漆戸大和 役
- 3年A組-今から皆さんは、人質です- 第4話（2019年1月27日、日本テレビ） - 甲斐凪人 役
- トレース〜科捜研の男〜 第4話（2019年1月28日、フジテレビ） - 相楽浩司（少年時代） 役
- 白い巨塔 第一話（2019年5月22日、テレビ朝日） ‐  小西翔太 役
- 絆のペダル（2019年8月24日、日本テレビ「24時間テレビ 愛は地球を救う42」ドラマスペシャル） - 少年 役
- 絶対零度〜未然犯罪潜入捜査〜（Season4） 第6話（2020年2月10日、フジテレビ） ‐ 吉岡健斗 役
- ボイスⅡ 110緊急指令室 第9話（2021年9月18日、日本テレビ） - 久遠京介(幼少期) 役
- 単身花日（2023年10月14日 - 、テレビ朝日） - 鳥貝拓也（中学時代） 役[2]
- ACMA:GAME（2024年4月7日 - 6月9日、日本テレビ） - 織田照朝（中学生時代） 役[3]
- ちはやふる-めぐり-（2025年7月9日〈予定〉 - 、日本テレビ） - 奥山春馬 役[4][5]

### テレビ
- きんだーてれび 金曜コーナー「コロコロアニマルABC@きんてれ 」(2019年10月11日 - 2020年1月10日、テレビ東京系列)

### CM
- 内閣府 「児童虐待防止〜相談」篇(2010年11月)
- グリコ乳業 「プッチンプリン、プッチンダンス」篇(2014年1月)
- KUMON 「KUMONのヒミツ篇/くもん、しつもん篇」(2015年1月)
- アシェット・コレクションズ・ジャパン 「甦る古の時計」篇(2015年12月 - 2018年3月)
- 鈴乃屋 「特別な日、思い出を着る」篇(2015年12月 - 2016年12月)
- 三菱電機 液晶テレビ 「テレビだけで…」編(2016年7月 - 2017年7月)
- CCJC ミニッツメイド Qoo 「ペンキ塗り」篇(2017年4月 - 2018年4月)
- 日産 「自動運転技術」篇(2017年6月 - 2018年3月)
- ミツカン CUPCOOK 「作ってみた」篇(2017年9月 - 2018年8月)

### MV
- 舞祭組「棚からぼたもち」（2013年12月）
- Toshl「チキンライス」（2018年11月）

### スチール
- 内閣府 「児童虐待防止〜相談」篇（2010年11月）
- DMM.com「ウィンターウェアレンタル」篇（2013年）
- DMM.com「七五三衣装レンタル」篇（2013年）
- 栄光（2017年2月 - ）

### イベント
- LaZooファッションショー（2011年9月）

### DVD
- コロコロアニマルZ（2014年11月）- 声の出演